# Gare de La Béraudière
La gare de La Béraudière est une gare ferroviaire française de la ligne de Saint-Étienne-Le Clapier à La Béraudière, située sur le territoire de la ville de Saint-Étienne, dans le département de la Loire, en région Auvergne-Rhône-Alpes.
C'est une gare fermée au service ferroviaire et désormais détruite. Elle est auparavant uniquement ouverte au trafic de marchandises et particulièrement de la houille extraite de certains puits du bassin houiller de la Loire.

## Situation ferroviaire
La gare était située entre les tunnels de Montmartre et de La Béraudière à environ 2 km du début de la ligne en gare du Clapier. Elle est située à proximité directe du puits Ferrouillat dont l'embranchement longe la voie. La gare de La Béraudière est uniquement ouverte à l'expédition des agglomérés de houille, de la coke et de la houille.
| 1 | Gare de La Béraudière. |
| 2 | Faisceau de la gare (anciennement vers le tunnel de Montmartre, l'embranchement du puits Montmartre et la gare du Clapier). |
| 3 | Puits Ferrouillat. |
| 4 | Vers l'embranchement du puits Montmartre.                                                                                   |
| 5 | Vers Saint-Étienne-Bellevue.                                                                                                |
| 6 | Entrée du tunnel de La Béraudière (vers l'embranchement du puits Saint-Dominique).                                          |

| 1 | Gare de La Béraudière. |
| 2 | Faisceau de la gare (anciennement vers le tunnel de Montmartre, l'embranchement du puits Montmartre et la gare du Clapier). |
| 3 | Puits Ferrouillat. |
| 4 | Vers l'embranchement du puits Montmartre.                                                                                   |
| 5 | Vers Saint-Étienne-Bellevue.                                                                                                |
| 6 | Entrée du tunnel de La Béraudière (vers l'embranchement du puits Saint-Dominique).                                          |

## Histoire
La ligne de Saint-Étienne-Le Clapier à La Béraudière constitue la seule section subsistante du Chemin de fer de Montrambert. De 1859 à 1897, elle suit un tracé direct entre la gare de Saint-Étienne-Le Clapier et l'embranchement du puits Saint-Dominique via la gare de La Béraudière. La ligne est embranchée en gare du Clapier à la ligne de Saint-Georges-d'Aurac à Saint-Étienne-Châteaucreux.
De 1897 aux années 1960, un second tracé est construit par la Compagnie des chemins de fer de Paris à Lyon et à la Méditerranée (PLM) en raison des affaissements du tunnel de Montmartre et de la dangerosité du plan incliné présent originellement entre Le Clapier et le puits Montmartre. Ce nouveau tracé réutilise la section de l'ancienne ligne traversant le lieu-dit de La Chauvetière où se situe la gare de La Béraudière. Il s'embranche sur la ligne de Saint-Georges-d'Aurac à Saint-Étienne-Châteaucreux près de la gare de Bellevue. La section située entre le tunnel de Montmartre désormais abandonné et la gare de La Béraudière est convertie en faisceau pour la réception des wagons vides et la formation des trains chargés du charbon extrait des puits Montmartre, Ferrouillat et Saint-Dominique,. La SNCF devient propriétaire de la gare de La Béraudière en 1938. La ligne est entièrement abandonnée au début des années 1960 et les bâtiments de la gare sont laissés à l'abandon puis détruits avant 1973 avec l'urbanisation de la zone industrielle de La Chauvetière.